# Lenzenvloeistof

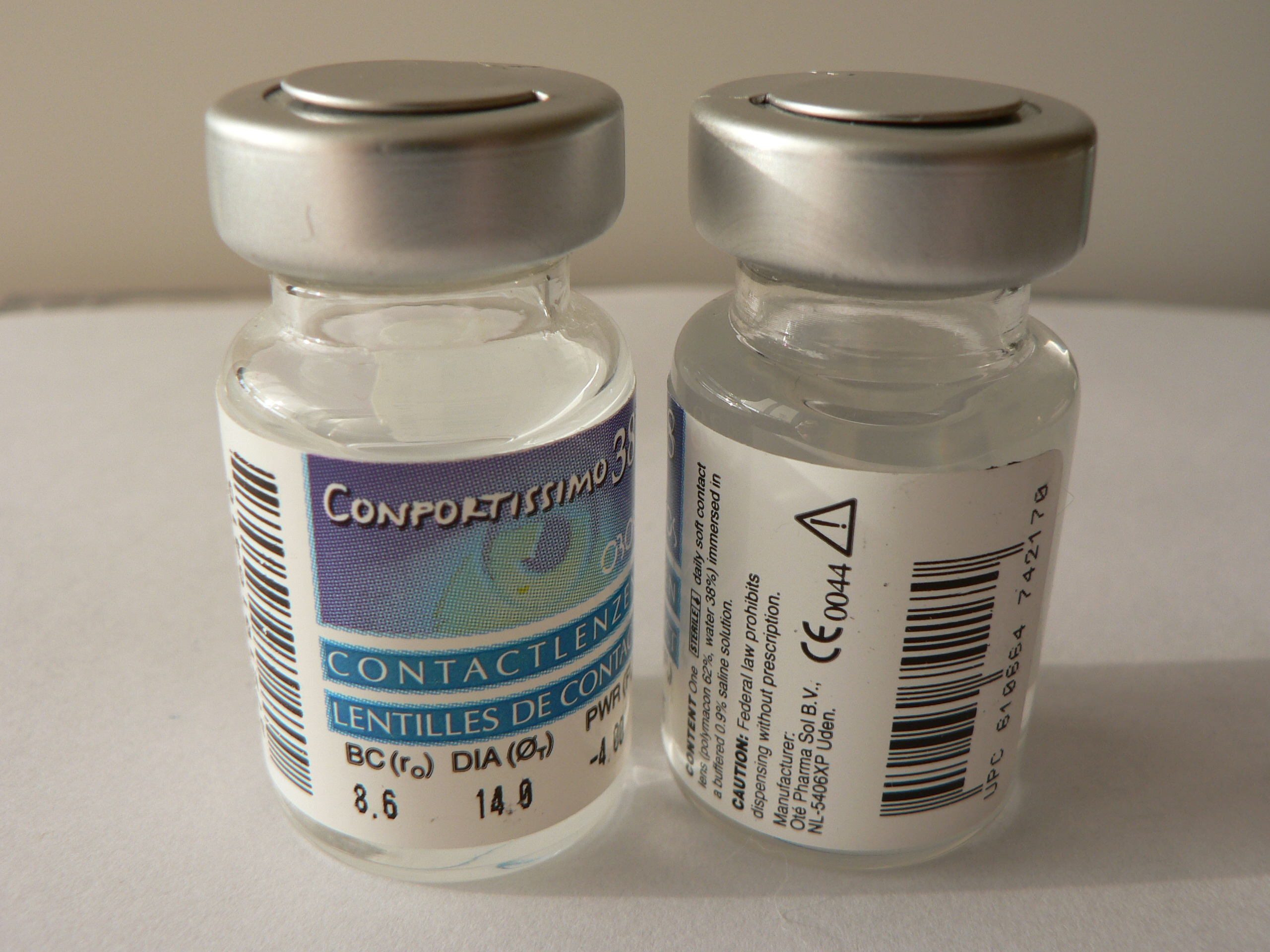
Contactlenzen worden vanaf de fabricage doorgaans reeds in conserverende en antibacteriële lenzenvloeistof verscheept.

Lenzenvloeistof is de benaming voor diverse typen vloeistoffen die dragers van contactlenzen gebruiken. Lenzenvloeistoffen hebben verschillende functies, zoals reiniging, ontsmetting, lubrificatie (glij- of smeermiddel), bewaren en inzetten.

## Functies
Hieronder een overzicht van de diverse functies:
ReinigingEen bepaald type lenzenvloeistof is bedoeld om de contactlenzen te reinigen. Op de lenzen zet zich bij gebruik vuil af (traanvocht wat indroogt, eiwitresten uit het traanvocht (lysozym), stofdeeltjes uit de lucht, bacteriën). Met een geschikte reinigingsvloeistof kunnen de lenzen, voordat ze opgeborgen worden of voordat ze in het oog worden geplaatst, grondig gereinigd worden, zodat ze schoon en ontsmet opgeborgen of ingezet kunnen worden.
BewarenEr is ook lenzenvloeistof die gericht is op het bewaren van de contactlenzen. Doordat men de lenzen niet droog bewaart, maar in speciale bewaarvloeistof voorkomt men schade, krasjes, bacteriegroei en uitdroging van de lenzen, die meestal licht-poreus zijn. Als lenzen uitdrogen kunnen ze ook hun vorm verliezen.
InzettenOmdat het inzetten van een lens in het oog met een droge lens lastig is (er is immers geen lubricerende werking, zodat de lens zich niet vast kan zuigen op het hoornvlies), wordt dikwijls inzetvloeistof gebruikt. Wanneer een lens 'nat' is zal hij eerder hechten aan het oog, en zal de irritatie van het oog minder zijn dan bij droge lenzen.
BevochtigingZonder contactlens wordt een oog door traanvocht en knipperen gereinigd. Omdat de lens het oogoppervlak afsluit en een lens vuil aantrekt moet een contactlens goed verzorgd worden. Een vochtige lens zal ook knipperen over de lens heen makkelijker maken. De vloeistof waarmee een lens wordt ingezet heeft dus een tevens bevochtigende functie. Als een lens na verloop van een periode dragen 'droog' wordt kan een beetje inzetvloeistof de lens weer in conditie brengen en het knipperen en irritaties weer verhelpen.
CombivloeistofVeel lenzenvloeistoffen zijn een combinatie van reinigings-, bewaar- en inzetvloeistof en zijn ook op de markt als alles-in-een-vloeistof (ook wel MPS of Multi Purpose Solutions genaamd). Deze producten worden wereldwijd het meest gebruikt. Bekende fabrikanten zijn:
- Advanced Medical Optics (AMO) - Complete© Moisture Plus Multi-Purpose Solutions
- Alcon - Opti-free Express© Multi Purpose Desinfection Solution (MPDS), Lasting Comfort
- Bausch en Lomb - Renu©, met MoistureLoc
- Menicon - SoloCare© Aqua

## Eigenschappen
Een lensvloeistof moet bepaalde chemische eigenschappen hebben:
- Ze moet isotoon zijn met het traanvocht (286 mosmol/l).
- De pH-waarde moet overeenkomen met die van traanvocht (pH = 7,4).
- De brekingsindex moet overeenstemmen met die van traanvocht (n = 1,337).
- De lensvloeistof moet steriel zijn.
- De lensvloeistof moet bewaarbaar zijn (conserveerbaar), als ze voor meermalig gebruik is verpakt.
- Er mogen bij gebruik geen of slechts geringe allergene reacties zijn.
- De vloeistof mag niet toxisch zijn.
- De vloeistof moet combineerbaar zijn met het materiaal waaruit de lens is vervaardigd (ze mag bijvoorbeeld geen oplossing van het lensmateriaal veroorzaken, noch gelvorming induceren).

## Samenstelling
Lenzenvloeistoffen bevatten - afhankelijk van het type vloeistof en contactlens - de volgende ingrediënten:

### Voor zachte lenzen
- Water.
- Polyhexamethyleenbiguanide (PHMB of polyhexanide) 0,0001% (een desinfectant, gebruikt tegen ontsteking van het hoornvlies door de Acanthamoeba keratitis. Polyhexanide is een antibacteriële stof.).[1]
- Poloxameer 0,05% (een stof die zorgt voor afstoting van gram-negatieve en gram-positieve bacteriën, ook een gelvormer om viscositeit te verhogen).
- Hydroxypropylmethylcellulose (HHPMC) 0,15% (een stof die als lubricant werkt, hierdoor is de lenzenvloeistof licht viskeus).
- Dinatrium edetaat (EDTA) 0,02% (een natriumzout van ethyleendiaminetetra-azijnzuur. Het is een conserveermiddel om bederf van de vloeistof tegen te gaan, het wordt gebruikt als extra 'ontharder' - het onttrekt kalk- en om vervuiling van andere ingrediënten tegen te gaan.).[2]

### Voor harde lenzen
- Water
- Hydroxypropylmethylcellulose (zie boven)
- Boorzuur (steriliseert de vloeistof)
- Mannitol (een conserveer- en antiklontermiddel)
- Dinatrium edetaat 0,1% (zie boven)
- Polidroniumchloride 0,0011% (een quaternair ammoniumzout, oppervlakteactieve stof die antibacterieel werkt; men treft deze stof ook wel aan in shampoos en andere haarproducten. Deze stof geeft een positief geladen oppervlaktedekking, waardoor bacteriën, die vaak negatief geladen zijn, aan de stof worden gehecht en sterven. Er blijft een laagje op de huid — in dit geval op het hoornvlies — over dat een 'smerende werking' heeft.)[3]

## Juist gebruik van lenzenvloeistof
- Sommige lenzenvloeistoffen die gericht zijn op louter grondige reiniging kunnen niet als inzetvloeistof worden gebruikt. Doordat deze dieptereinigers bijtende stoffen bevatten, dient men de lenzen na reiniging eerst met water grondig af te spoelen alvorens met inzetvloeistof de lenzen op het oog worden geplaatst.
- Sommige mensen zijn allergisch voor bepaalde typen lenzenvloeistof en zullen last krijgen van prikkende, jeukende, branderige of rode ogen. Men kan best een (oog)arts raadplegen bij klachten.
- Voor zachte lenzen zijn er andere vloeistoffen nodig dan voor vormvaste harde lenzen.[4]
- Het gebruik van louter water of speeksel voor inzetten of bewaren van contactlenzen wordt afgeraden, wegens gevaar van besmetting van het oog.[5][6]
- Indien men ondanks het gebruik van de juiste lenzenvloeistoffen problemen heeft met het zicht (wazig zien bijvoorbeeld, of snel ontstoken ogen), dan kan de oorzaak ook de lens zelf zijn (een beschadiging, slijtage, aangekoekte eiwitten of bacteriën, ouderdom van de lens of van de drager). Een opticien of oogarts kan contactlenzen met behulp van speciale apparatuur controleren op defecten of slijtage.[7]
- Lenzenvloeistof is beperkt houdbaar. Op de fles staat doorgaans aangegeven hoelang na opening of tot welke datum het product te gebruiken valt. Lenzenvloeistof die te oud is of te lang geopend heeft gestaan, kan zijn producteigenschappen (viscositeit, pH-waarde, steriliteit, brekingsindex) verliezen, waardoor de vloeistof niet meer geschikt is voor gebruik.